# Российский социальный форум
Российский социальный форум, РСФ — встреча активистов российских социальных движений, левых и некоммерческих организаций, которые ищут альтернативу неолиберальной глобализации. РСФ проходили в 2005 и 2006 годах. В 2003—2008 годах прошли несколько Сибирских социальных форумов, ССФ, кроме того, на территории России проходили более локальные социальные форумы.

## История социальных форумов в России

### Сибирские социальные форумы
В июне 2003 года в Барнауле (Алтайский край) прошёл первый Сибирский социальный форум. Этот форум стал также первым социальным форумом на территории России. В его подготовке и работе принимали участие профсоюзные, экологические и другие общественные организации Сибири, а также других частей России. Также в первом ССФ участвовали представители АТТАК-Франция и других иностранных общественных организаций. Затем второй и третий ССФ проходили в Новосибирске в июне 2004 года и Томске в июле 2005 года.
Большое внимание СМИ привлек проходивший в августе 2007 года в Новосибирске четвёртый ССФ. В его работе приняли участие около 300 представителей общественных организаций из 32 регионов России. ССФ позиционировался организаторами как расширенный, так как в его работе также принимали участие активисты из Центральной России, Поволожья, Урала и Северо-Запада России. В частности, в его подготовке и работе принимали участие представители Института «Коллективное действие», Всероссийской конфедерации труда, Сибирской конфедерации труда и других профсоюзных и жилищных движений. Форум был отмечен попытками противодействия его проведению со стороны властей и силовых структур.
Пятый Сибирский социальный форум проходил в Иркутске в августе 2008 года. В нём участвовали около 250 делегатов из 36 регионов России, которые представляли профсоюзы, правозащитные и экологические движения, левые организации и антифашистские молодёжные движения, советы пенсионеров и инвалидов, инициативные группы против уплотнительной застройки. Организаторами форума выступали Союз координационных советов России, Институт «Коллективное действие» и Институт глобализации и социальных движений.

### Локальные социальные форумы
12—13 июня 2004 года в Воронеже прошёл Социальный форум Черноземья. В форуме приняли участие более 130 активистов молодёжных, правозащитных, женских, экологических организаций и профсоюзов из Центрально-чернозёмного региона России, а также Белоруссии, Соединённых Штатов Америки, Франции и Германии. Организаторами выступили движение «Альтернативы», Молодежное правозащитное движение и международная экологическая группа «Экозащита». В работе форума приняли участие также представители городской и областной власти, комиссии по правам человека при губернаторе Воронежской области, депутаты Государственной Думы, Воронежской областной и городской Дум. Были затронуты такие темы социального характера, как «защита прав трудовых коллективов», «альтернативы реформ ЖКХ и общественного транспорта», «защита социально-трудовых прав молодёжи и студентов», «противодействие ксенофобии, национализму и расизму» и другие. Одной из целей социального форума Черноземья была заявлена подготовка к проведению Российского социального форума в Москве в 2005 году.
15 сентября 2008 года в Санкт-Петербурге проходил Форум социальных активистов Европейской России. Эта встреча, как объясняли её организаторы, проведена в развитие инициатив пятого Сибирского социального форума, который состоялся 8—10 августа 2008 года в Иркутске, и в преддверии Европейского социального форума 17—21 сентября 2008 года в Мальмё (Швеция), в котором приняли участие представители многих российских общественных и политических организаций. В петербургском форуме принимали участие общественные и политические активисты из Вологды, Орла, Москвы и Московской области, Санкт-Петербурга и Ленинградской области, Перми, Краснодарского края, Кавказа. Одной из ключевых тем петербургского форума стала кавказская проблематика: «Определение позиции социальных активистов по отношению к военным действиям в Южной Осетии и продолжающемуся удержанию российскими властями части грузинской территории». Также рассматривались вопросы противодействия шовинизму, нацизму, милитаризму, антифашистская деятельность.

## Список проходивших в России социальных форумов
Российские социальные форумы
- Первый — 16—17 апреля 2005 года, Москва
- Второй — 14—16 июля 2006 года, Санкт-Петербург

Сибирские социальные форумы
- Первый — 27—29 июня 2003 года, Барнаул (Алтайский край)
- Второй — 25—27 июня 2004 года, Новосибирск
- Третий — 1—3 июля 2005 года, Томск
- Четвёртый — 3—5 августа 2007 года, Новосибирск
- Пятый — 8—10 августа 2008 года, Иркутск

Локальные социальные форумы в России
- Социальный форум Черноземья — 12—13 июня 2004 года, Воронеж
- Форум социальных активистов Европейской России — 15 сентября 2008 года, Санкт-Петербург
- Уральский социальный форум — 18—19 апреля 2009 года, Ижевск (Удмуртская Республика)
- Санкт-Петербургский городской социальный форум — 4 июня 2011 года, Санкт-Петербург
- Астраханский региональный социальный форум — 2 июля 2011 года, Астрахань